# Saint-Genest-Lerpt
 Saint-Genest-Lerpt  es una población y comuna francesa, situada en la región de Ródano-Alpes, departamento de Loira, en el distrito de Saint-Étienne y cantón de Saint-Étienne-Nord-Ouest-2.

## Demografía
| 5147 | 5331 | 5265 | 5308 | 5482 | 5672 |
| Para los censos de 1962 a 1999 la población legal corresponde a la población sin duplicidades (Fuente: INSEE [Consultar]) |      |      |      |      |      |